# Ферованадій
Ферована́дій — феросплав, що містить 35—45 % V, 1-3 % Si, 0,5-1,5 % Al (решта Fe і домішки); виплавляють в електропечах силікотермічним способом (див. Силікотермія) з п'ятиоксиду ванадію (85-95 % V2O5), отримуваною хіміко-металургійною переробкою залізованадієвого концентрату. Ферованадій застосовують головним чином для легування сталі. Разом з ферованадієм випускаються силікованадій, що виплавляється в електропечах, а також металевий ванадій і багатий ферованадій (до 80 % V), отримувані позапічним алюмінотермічним способом (див. Алюмінотермія).